# Raymond Flower
Pour les articles homonymes, voir Flower.
Raymond Flower, né le 4 octobre 1912 à Paris 17e et mort le 2 mai 1967 à Tours, fut, pendant la Seconde Guerre mondiale, un agent secret britannique du Special Operations Executive, section F. Il fut notamment chef d’un réseau action en France de juin 1942 à mars 1943. 

## Biographie
Raymond Flower naît à Paris le 4 octobre 1912. Il est élevé au bord du Loir.
Avant guerre, il travaille comme maître d'hôtel en France.
Il est mobilisé comme cuisinier de la RAF. Puis, en raison de sa connaissance du français, il est envoyé en mission en France comme lieutenant, malgré son incapacité militaire.
1942
- Juin. Le 27 juin 1942, il est parachuté à l’aveugle près de Château-du-Loir (Sarthe), avec pour mission de former, dans la région du Mans, un réseau action chargé de repérer des terrains utilisables pour les parachutages. Mais le pays ne lui plaisant pas, il prend sur lui de s'installer à Tours. Rapidement, il rencontre Pierre Culioli.
- Août. Arrivée d’Yvonne Rudellat « Suzanne » comme courrier du réseau[2] et de Marcel Clech « Bastien » comme opérateur radio.
- Septembre. Réception d’Andrée Borrel « Denise », courrier du réseau Prosper-PHYSICIAN et Lise de Baissac « Odile », chef du réseau ARTIST, sur le terrain de Boisrenard.

- Octobre. Raymond Flower cherche à se débarrasser de Pierre Culioli devenu encombrant, et le dénonce à Londres comme agent douteux, sinon dangereux; il demande une pilule pour l'empoisonner.
- Novembre. Le 1er, réception de deux opérateurs radio sur le terrain de Boisrenard, Roger Landes « Stanislas » (qui vient pour SCIENTIST de Claude de Baissac « David » en Aquitaine) et Gilbert Norman « Archambault » (qui vient pour le réseau Prosper-PHYSICIAN de Francis Suttill « Prosper » à Paris). Dans les valises, il y a la pilule. Pierre Culioli, qui fait la réception, reçoit une enveloppe « Pour Gaspard » et la lui remet. « Gaspard », pour diluer les risques, essaye de trouver un complice (auprès de M. Bossard, d’Hercule, de Marcel Clech), en faisant passer l'empoisonnement pour une exécution après jugement. Il finit par s'ouvrir de ce projet auprès de Gilbert Norman « Archambault ». — « Tu risques gros à agir ainsi, lui répondit celui-ci ; car la famille de Pierre portera plainte, et il s'ensuivra une enquête. Il y a mieux à faire : puisque Pierre désire aller à Londres, favorise donc son départ, de sorte que tu seras débarrassé de lui, et qu'il rendra compte là-bas de sa conduite, si elle est répréhensible. » « Gaspard » fut bien obligé de se ranger à son avis, et la pilule resta pour compte.
- Décembre. Yvonne Rudellat et Pierre Culioli quittent Raymond Flower « Gaspard » et se rallient à Francis Suttill « Prosper ».

1943
Francis Suttill fait parvenir à Londres des rapports sévères sur « Gaspard », en y joignant ceux de Gilbert Norman, d’Yvonne Rudellat, de Claude de Baissac, de Lise de Baissac, d’Andrée Borrel et de Pierre Culioli.
Raymond Flower est ramené en Angleterre dans la nuit du 17 au 18 mars 1943, par le premier pick up organisé par Henri Déricourt.
Il passe le reste de la guerre dans des activités de formation et de liaison entre les sections F et RF.
Il meurt à Tours le 2 mai 1967.

## Identités
- État civil : Raymond Henry Flower
- Comme agent du SOE, section F :
  - Nom de guerre (field name) : « Gaspard »[8]
  - Nom de code opérationnel : MONKEYPUZZLE (en français ARAUCARIA[9])
  - Surnom : Robert (pour les résistants)